# Састре, Оскар
О́скар Карлос Састре (исп. Óscar Carlos Sastre; 25 декабря 1920, Авельянеда — 2 августа 2012, Авельянеда) — аргентинский футболист, правый полузащитник. Брат Антонио Састре.

## Карьера
Антонио Састре начал карьеру в молодёжном составе клуба «Индепендьенте» возрасте 9 лет. В 1941 году он ушёл в клуб «Спортиво» из Док-Суд. Годом позже Састре возвратился в «Индепендьенте», дебютировав 5 апреля в матче с «Химнасией и Эсгримой». Он выступал за команду на протяжении восьми лет, проведя 187 матчей и забив 5 голов. Его главным достижением в составе «Индепендьенте» стало завоевание титула чемпиона страны в 1948 году. Завершил карьеру Антонио в колумбийском клубе «Депортиво Кали», где выступал до 1953 года.
В составе сборной Аргентины Састре поехал на чемпионат Южной Америки в 1945 году, однако на поле не выходил. Его команда на турнире выиграла золотые медали. Антонио впервые вышел на поле за Аргентину уже позже — 7 июля 1945 года в матче Кубка Шевалье Бутеля с Парагваем (1:5). В 1947 году он во второй раз поехал на Южноамериканский чемпионат, где сыграл две встречи. Аргентина вновь выиграла первенство. А матч с Колумбией 18 декабря стал последним для полузащитника в форме национальной команды.
После завершения игровой карьеры Састре остался в футболе, в частности работал тренером в «Ланусе» с декабря 1958 по 1959 год, отвечая за молодёжные составы команды. Он умер 2 августа 2012 года от пневмонии в Авельянеде.

## Международная статистика
| Матчи Оскара Састре за сборную Аргентины | Матчи Оскара Састре за сборную Аргентины | Матчи Оскара Састре за сборную Аргентины | Матчи Оскара Састре за сборную Аргентины | Матчи Оскара Састре за сборную Аргентины | Матчи Оскара Састре за сборную Аргентины | Матчи Оскара Састре за сборную Аргентины |
| ---------------------------------------- | ---------------------------------------- | ---------------------------------------- | ---------------------------------------- | ---------------------------------------- | ---------------------------------------- | ---------------------------------------- |
| №                                        | Дата                                     | Место проведения                         | Оппонент                                 | Счёт                                     | Голы                                     | Турнир                                   |
| 1                                        | 7 июля 1945                              | Асунсьон                                 | Парагвай                                 | 1:5                                      | —                                        | Кубок Шевалье Бутеля                     |
| 2                                        | 4 декабря 1947                           | Гуаякиль                                 | Боливия                                  | 7:0                                      | —                                        | Чемпионат Южной Америки                  |
| 3                                        | 18 декабря 1947                          | Гуаякиль                                 | Колумбия                                 | 6:0                                      | —                                        | Чемпионат Южной Америки                  |

## Достижения
- Чемпионат Южной Америки: 1945, 1947
- Чемпион Аргентины: 1948